# قلعه کردر
قلعه کردر مربوط به دوره قاجار است و در شهرستان میناب، بخش مرکزی، روستای کردر واقع شده و این اثر در تاریخ ۲۴ اسفند ۱۳۸۳ با شمارهٔ ثبت ۱۱۴۷۳ به‌عنوان یکی از آثار ملی ایران به ثبت رسیده است.